# Коктубек
Коктубек (каз. Көктүбек) — село в Аксуатском районе Абайской области Казахстана. Входит в состав Сатпаевского сельского округа. Код КАТО — 635861200.

## Население
В 1999 году население села составляло 499 человек (260 мужчин и 239 женщин). По данным переписи 2009 года, в селе проживали 474 человека (256 мужчин и 218 женщин).